# Анік (гора)
А́нік (рос. А́ник) — гора в Росії, найвища точка Приморського краю, висота — 1933 метри над рівнем моря. Є частиною Сіхоте-Аліньського хребта. Знаходиться на кордоні Пожарського району з Хабаровським краєм.
Анік часто помилково вважається найвищою точкою хребта Сіхоте-Алінь, проте насправді нею є Тордокі-Яні. Крім того, Анік поступається за абсолютною висотою горі Ко та горі Яко-Яні, і є, таким чином, лише четвертою за висотою вершиною Сіхоте-Аліню.
Вершина Аніка, внаслідок його розташування на півночі і на максимальній висоті в усьому Примор'ї, вважається найхолоднішою та найсуворішою областю в усьому краї. На сідловині між горою Болотною і горою Анік нерідко утворюється сніжник-переліток, що не встигає розтанути за весь теплий період.
Гора куполоподібна з крутими схилами у верхів'ях річки Катен і дещо пологими в сторону верхів'їв Бікіну. Є піздньокрейдовою інтрузією гранодіоритів, кварцових діоритів і граносієнітів.

## Туризм
У туристичному відношенні гора Анік досить цікава. Будучи найвищою точкою Приморського краю, вона тим не менше, надзвичайно рідко відвідується людьми. Цьому сприяє її значна віддаленість від автодоріг, пересічний навколишній рельєф з густими ялиново-смерековими лісами, а також та обставина, що не так далеко розташований популярний серед туристів двотисячник Ко, до підніжжя якого порівняно легко дістатися на автомобілі. У 1970-х роках за 2 км від вершини Аніка, на горі Болотна (1814 м) працювала польова база геологів, які доставлялися з селища Кавалерове на вертольоті. З тих пір за минулі десятки років на вершині, можливо, побували лише одиниці.